# District de Partizánske
Le district de Partizánske (en slovaque : okres Partizánske) est l’un des 79 districts de Slovaquie, situé dans la région de Trenčín. Il est constitué de 23 communes (dont le chef-lieu Partizánske, seule ville du district) et avait 46 462 habitants au 31 décembre 2014.

## Démographie

### Évolution de la population
| Année:               | 1994.  | 2004.   | 2014.   | 2024.   |
| -------------------- | ------ | ------- | ------- | ------- |
| Nombre de personnes: | 48 469 | 47 573  | 46 462  | 43 201  |
| Différence:          |        | -1,84 % | -2,33 % | -7,01 % |

| Année:               | 2023.  | 2024.   |
| -------------------- | ------ | ------- |
| Nombre de personnes: | 43 509 | 43 201  |
| Différence:          |        | -0,70 % |

## Liste des communes
Les villes sont indiquées en gras.
| Commune              | Population (2014) | Superficie (km2) |
| -------------------- | ----------------- | ---------------- |
| Bošany               | 4 104             | 14,39            |
| Brodzany             | 813               | 18,29            |
| Hradište             | 1 005             | 8,17             |
| Chynorany            | 2 718             | 10,35            |
| Ješkova Ves          | 505               | 10,39            |
| Klátova Nová Ves     | 1 618             | 35,04            |
| Kolačno              | 878               | 21,31            |
| Krásno               | 497               | 3,61             |
| Livina               | 114               | 3,22             |
| Livinské Opatovce    | 245               | 5,01             |
| Malé Kršteňany       | 543               | 6,29             |
| Malé Uherce          | 715               | 5,97             |
| Nadlice              | 639               | 5,53             |
| Nedanovce            | 621               | 7,00             |
| Ostratice            | 837               | 11,31            |
| Partizánske          | 23 436            | 22,31            |
| Pažiť                | 440               | 3,06             |
| Skačany              | 1 372             | 15,38            |
| Turčianky            | 150               | 3,73             |
| Veľké Kršteňany      | 607               | 13,48            |
| Veľké Uherce         | 2 025             | 27,79            |
| Veľký Klíž           | 894               | 42,40            |
| Žabokreky nad Nitrou | 1 686             | 6,98             |